# Моор, Дмитрий
Дми́трий Стахи́евич Орло́в (работал под псевдонимом Д. Моо́р или Дми́трий Моо́р; 22 октября [3 ноября] 1883, Новочеркасск, Область Войска Донского, Российская империя — 24 октября 1946, Москва, СССР) — российский и советский художник, мастер графики, один из основоположников советского политического плаката, Заслуженный деятель искусств РСФСР (1932).

## Биография
Родился 22 октября [3 ноября] 1883 в Новочеркасске (ныне Ростовская область) в семье горного инженера.
В 1898 году переехал с родителями в Москву, где закончил реальное училище. Систематического художественного образования не получил; в 1910 году посещал школу-студию П. И. Келина. Первоначально работал в Мамонтовской типографии. С 1907 года публиковал в печати свои карикатуры.

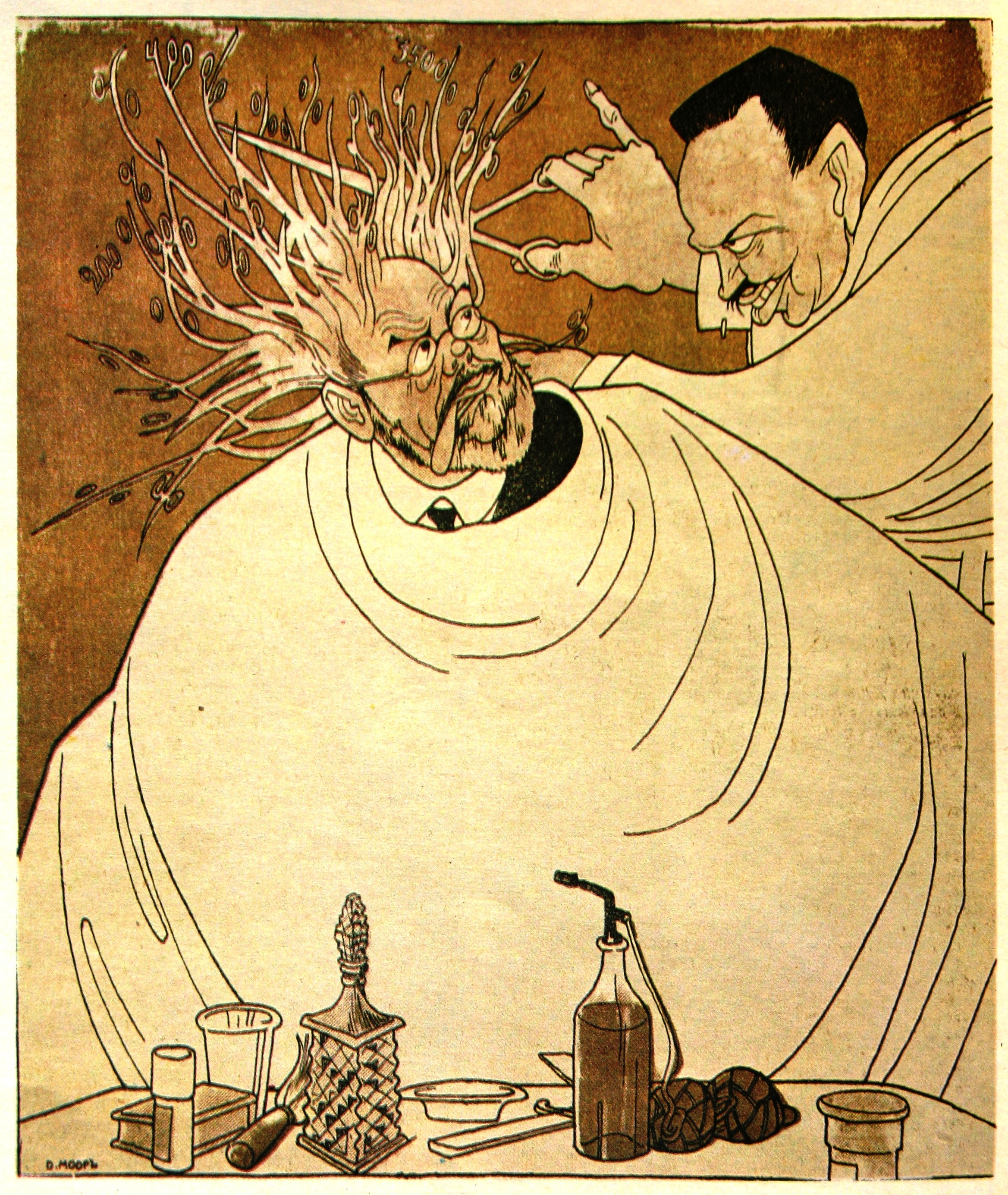
Карикатура «Стрижка процентов». Клиент парикмахера — миллионер П. П. Рябушинский. 1917

В период работы в московском журнале «Будильник» (1907) молодой художник Дмитрий Орлов принял псевдоним Моор, так как характер главного героя шиллеровских «Разбойников» Карла Моора соответствовал творческому темпераменту мастера, страстного и последовательного в своем «романтически неистовом» стремлении к искусству, политически злободневному, активно воздействующему на зрителя. С 1914 года сотрудничал в журнале «Новый Сатирикон».
После Октябрьской революции, в годы гражданской войны создавал агитационные плакаты («Ты записался добровольцем?», «Врангель ещё жив, добей его без пощады!», «Помоги!» и многие другие). Сатира Моора направлялась на религию, Белое движение, Антанту и буржуазный строй. Плакаты Моора расклеивались на входах в храмы, высмеивали Бога, священников и православных, призывали к изъятию церковных ценностей, находящихся в пользовании верующих, в пользу голодающих. Работал в РОСТА.
Антирелигиозные рисунки Орлова публиковались в журнале «Безбожник у станка» и пользовались большой известностью за границей. Иллюстрировал «Библию для верующих и неверующих» Е. Ярославского, поэму «Хорошо» В. В. Маяковского (1940).
В годы Великой Отечественной войны рисовал плакаты, изображающие жестокость нацистских оккупантов.
Умер 24 октября 1946 года. Похоронен в колумбарии Новодевичьего кладбища.

### Семья
Жена Евгения Ивановна, сын Ростислав (умер в июне 1936 года).

## Плакаты Моора (Орлова)
- «Помоги»
- «Ты записался добровольцем?»
- «Врангель ещё жив, добей его без пощады!»

## Афиши Моора

Афиши русского кино работы Д. Моора
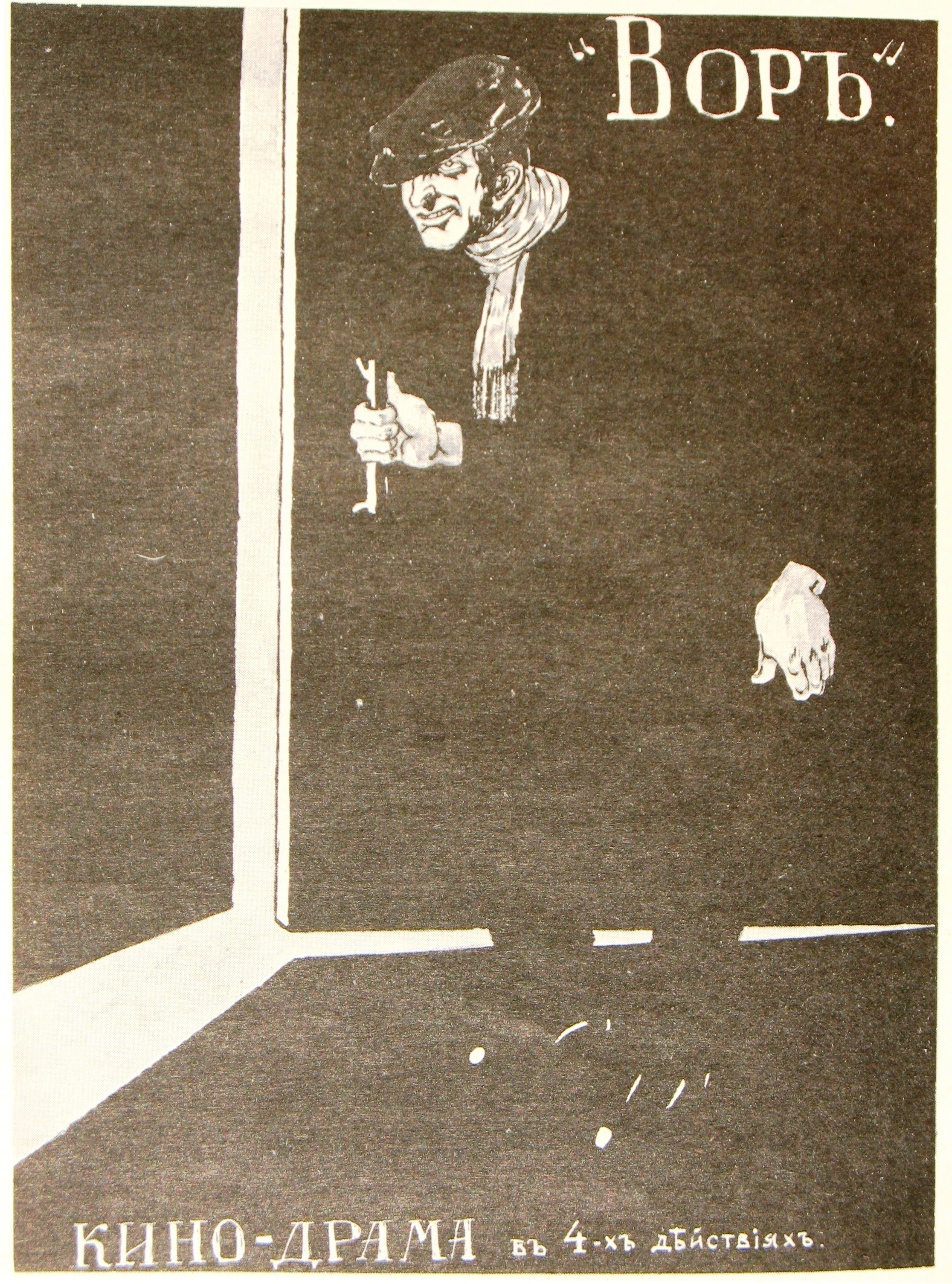
Фильм «Вор», 1910-е
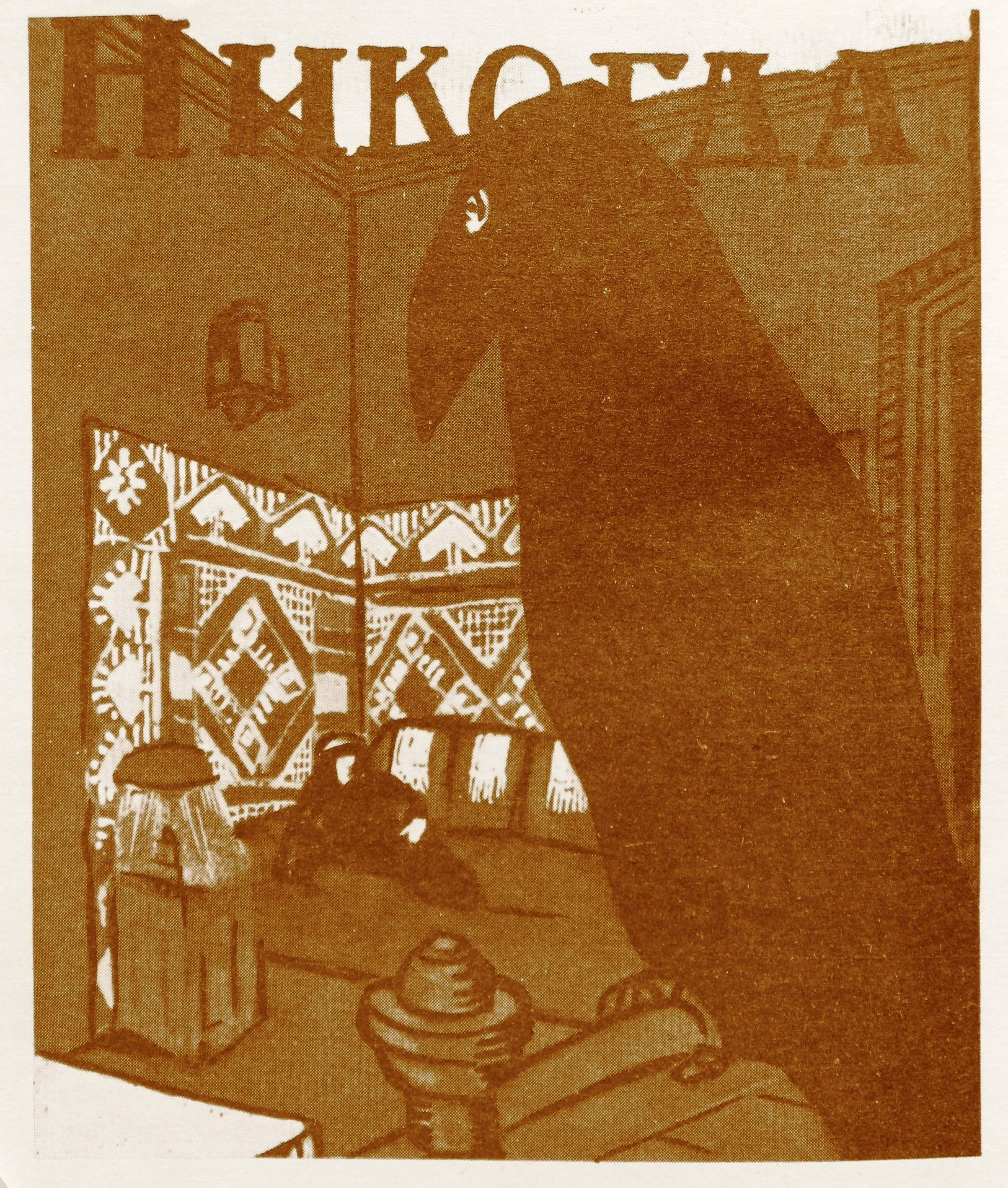
Фильм «Никогда»
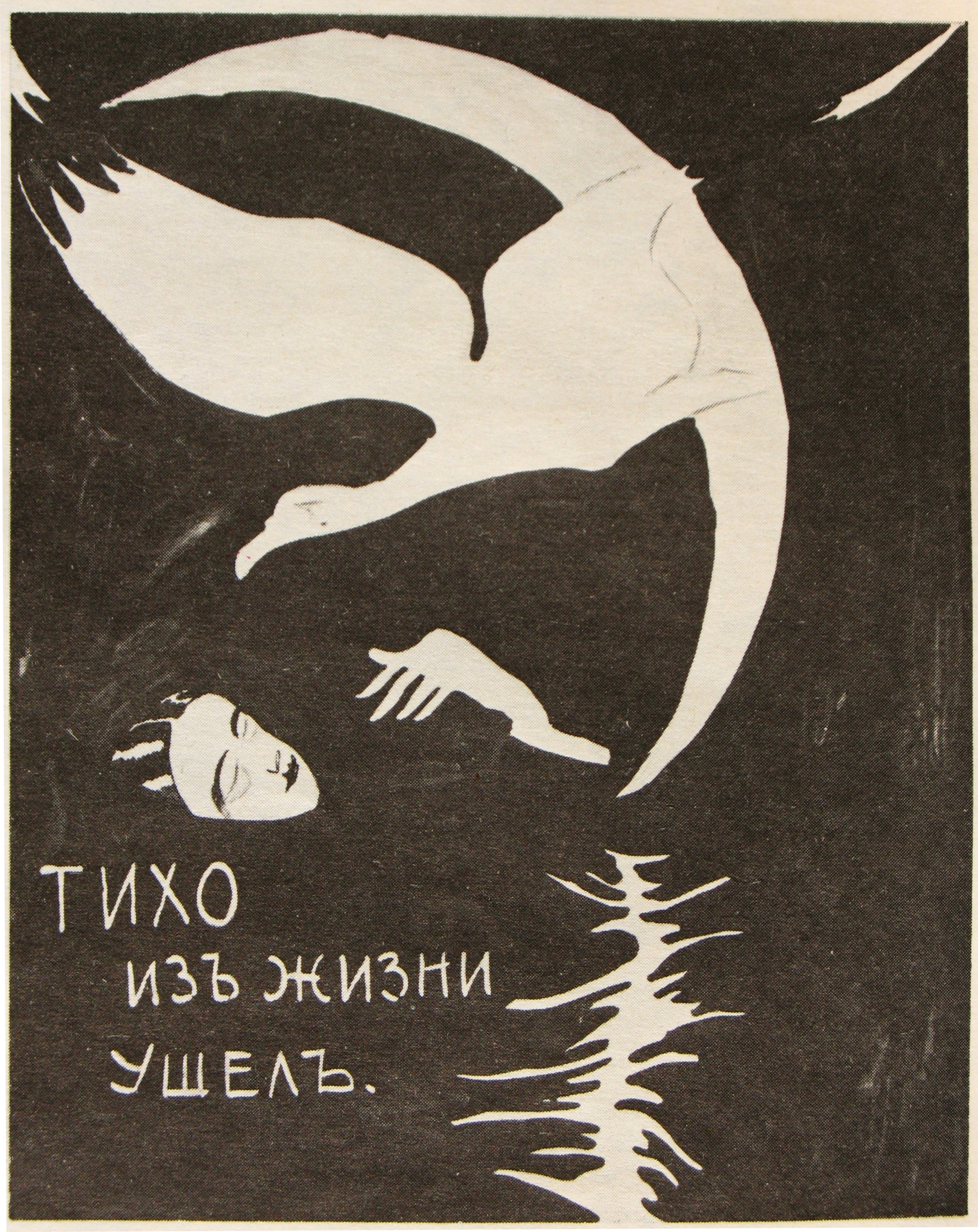
Фильм «Тихо»
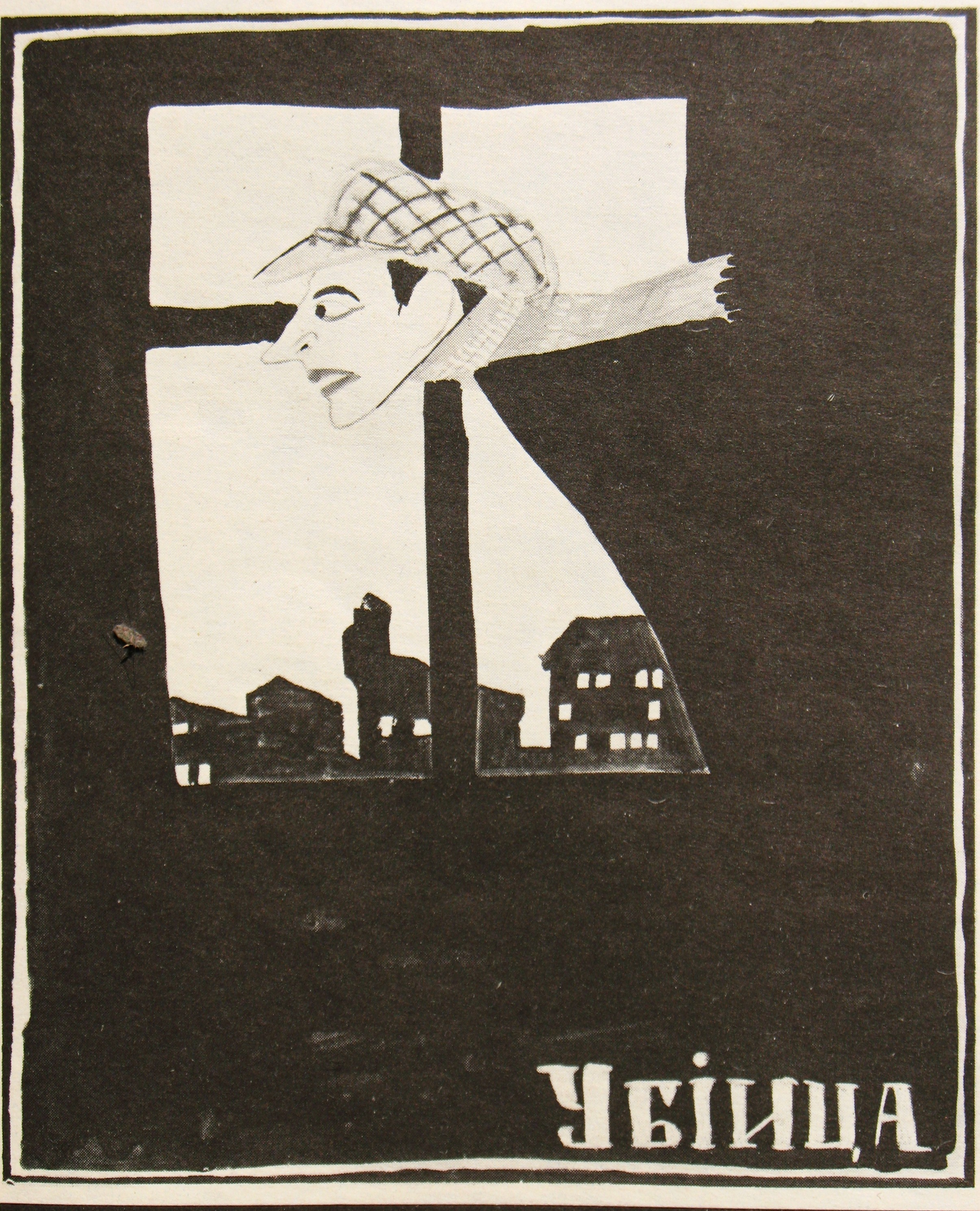
Фильм «Убийца»